# Казе Тобија (Пескара)
Казе Тобија (итал. Case Tobia) је насеље у Италији у округу Пескара, региону Абруцо.
Према процени из 2011. у насељу је живело 68 становника. Насеље се налази на надморској висини од 631 м.